# Fascio di piani
Un fascio di piani è un insieme formato da infiniti piani, aventi una retta in comune (fascio proprio) oppure paralleli fra di loro (fascio improprio).

## Equazione del fascio di piani
Un fascio di piani ha equazione analoga a quella di un piano, in cui i coefficienti sono però determinati a meno di un parametro libero {\displaystyle k} di primo grado; ad ogni valore del parametro corrisponde un piano del fascio:
{\displaystyle a(k)x+b(k)y+c(k)z+d(k)=0}.
Nel caso di un fascio proprio, è sempre possibile eseguire un raccoglimento parziale del parametro {\displaystyle k} in modo da separare l'equazione del piano come segue:
{\displaystyle a_{1}x+b_{1}y+c_{1}z+d_{1}+k(a_{2}x+b_{2}y+c_{2}z+d_{2})=0};
i due piani:
{\displaystyle {\begin{matrix}\Pi _{1}:&a_{1}x+b_{1}y+c_{1}z+d_{1}=0\\\Pi _{2}:&a_{2}x+b_{2}y+c_{2}z+d_{2}=0\end{matrix}}}
sono detti generatori del fascio e individuano la retta appartenente a tutti i piani del fascio. {\displaystyle \Pi _{1}} si ottiene per {\displaystyle k=0}, mentre {\displaystyle \Pi _{2}}, pur appartenendo al fascio, non è ricavabile per alcun valore reale attribuibile al parametro, ma è soltanto approssimabile tramite i piani ottenuti per valori molto grandi di {\displaystyle k}.
Un fascio improprio è formato da piani paralleli fra di loro, con in comune la stessa normale, pertanto il parametro {\displaystyle k} compare soltanto nel termine noto. In questo caso è possibile prendere come generatori due piani qualunque appartenenti al fascio.

## Combinazione lineare di piani
La definizione più generale di fascio di piani utilizza un parametro reale proiettivo: dati i due piani {\displaystyle \Pi _{1}} e {\displaystyle \Pi _{2}} di equazioni:
{\displaystyle {\begin{matrix}\Pi _{1}:&a_{1}x+b_{1}y+c_{1}z+d_{1}=0\\\Pi _{2}:&a_{2}x+b_{2}y+c_{2}z+d_{2}=0\end{matrix}}},
il fascio di piani da essi generato è definito dalla combinazione lineare delle due equazioni:
{\displaystyle \mu (a_{1}x+b_{1}y+c_{1}z+d_{1})+\lambda (a_{2}x+b_{2}y+c_{2}z+d_{2})=0},
dove {\displaystyle \mu } e {\displaystyle \lambda } sono due parametri reali non entrambi nulli. Se i due piani generatori sono paralleli, si ottiene un fascio improprio, altrimenti si ottiene un fascio proprio i cui piani hanno in comune la retta individuata dai due generatori.
A differenza delle precedenti equazioni, quest'ultima contiene tutti i piani del fascio. Posto {\displaystyle \mu \neq 0}, ogni coppia {\displaystyle (\lambda ,\mu )} con lo stesso rapporto {\displaystyle {\frac {\lambda }{\mu }}} individua lo stesso piano e può essere identificata dal singolo parametro {\displaystyle k={\frac {\lambda }{\mu }}\in \mathbb {R} }. La coppia di parametri si può allora considerare come un unico parametro nel piano proiettivo {\displaystyle [\lambda ,\mu ]\in \mathbb {P} }.

## Sezione piana di un fascio di piani
L'intersezione di un fascio di piani con un piano non appartenente al fascio è un fascio di rette. Se il fascio di piani è proprio (una retta in comune), anche il fascio di rette che si ottiene è proprio (un punto in comune); se invece il fascio di piani è improprio (piani paralleli), il corrispondente fascio di rette è improprio (rette parallele).